# وودستاک (حوزه سرشماری)، نیویورک
وودستاک (به انگلیسی: Woodstock) یک منطقهٔ مسکونی در ایالات متحده آمریکا است که در شهرستان اولستر، نیویورک واقع شده‌است. وودستاک ۱۵٫۳ کیلومتر مربع مساحت و ۲٬۰۸۸ نفر جمعیت دارد و ۱۷۱ متر بالاتر از سطح دریا واقع شده‌است.